# Шала-казах (казахский род)
Шала-казах (каз. Шала-қазақ) — казахский род, который по казахскому шежире (родословной), не входит в состав трёх казахских жузов. Казахи рода Шала-казах сформировались в период XVIII - XIX века. Большинство данного рода проживает на территории казахов среднего жуза и за несколько веков совместного сосуществования со средним жузом они переплелись с многочисленными родственными, культурными и духовными связями.
Некоторая часть из них вошла в состав Среднего жуза племени Найман (подрод Шала-казах, рода байжигит / мамбет).

## Происхождение
Шала-казахи как социокультурная группа впервые появились в Северо-Восточном и Восточном Казахстане в конце XVIII - начале XIX века. Образовали ее мигрировавшие в степь казанские и вятские татары, таранчеи (илийские уйгуры), выходцы из среднеазиатских ханств (сарты), Синьцзяна, беглые русские солдаты и казаки, калмыки и др. Здесь они обрели новую родину, смешиваясь с местным казахским населением, но так как эти люди находились вне родоплеменной структуры казахского общества, они и их потомки получили название «Шала-казахи». Основная часть Шала-казахов занималась распространением и проповедованием ислама, на собственные средства строили мечети-медресе. В открывшемся ими медресе проводили набор детей для изучения Корана.
По мнению исследователей, первое поколение Шала-казахов владело казахским языком, а для последующих он стал родным.
До середины XIX века Шала-казахи не включались в административно-территориальные единицы и, как следствие, в общую численность населения. Шала-казахи не платили никаких податей. Достаточно было назваться этим именем и можно было долгие годы не нести никаких повинностей в отношении своей страны, что привело к увеличению их числа и сокрытию в их рядах многих беглых татар и русских солдат. В 1851 году был принят вопрос об обложении Шала-казахов податями и причислении их к казахским волостям.
Значительное число Шала-казахов селилось в горах, ущельях и труднодоступных речных долинах, вдали от властей. Вместе с казаками, используя сети и малые неводы, занимались рыбным промыслом в горах и малых заливках Зайсана, реках Курчум, Кокпектинка Большом и малом Буконях. Из официальных сведений того времени известно, что Шала-казахи владеют казахским языком и земледелием совсем не занимаются, кочуют вместе с казахскими родами и мало чем отличаются от них в быту.
Известно, что ученый Чокан Валиханов интересовался казахами из рода Шала-казах, населявшими Аягуз. Ч. Валиханов пишет, что: «Их очень много в округах восточной части: Аягузском, Кокпектинском и в Большой орде».
Ученый из рода Шала-казах Курбангали Халид (ум. 1913), в своем этнографическом труде пишет, что Шала-казахи потомки татар, сартов и представителей других национальностей. По его словам, некоторые татары переселялись в Казахстан и брали фамилии, образованные от казахских имен, чтобы избежать долгой и тяжелой солдатчины, так как казахов на военную службу не призывали. Первым, по его словам, Шала-казахом был некий сарт Шах-Азим ибн Якуб, проживший 99 лет и скончавшийся в 1885 году.
Н. Абрамов в 1850 году в Записках Императорского Русского Географического общества, пишет, что под словом Шала-казах, известны казахизированные люди, подданные владений средней Азии: Хивинцы, Бухарцы и Коканцы, скрывшиеся от своих владетелей и избравшие себе места жительства между казахскими племенами.

## Расселение
Представители племени Шала-казах преимущественно проживают на территории Аягозского и Кокпетинского районах Абайской области и в г.Алматы Республики Казахстан

## Состав подрода, тамга, уран и численность
| Не входит в состав трёх казахских жузов | Не входит в состав трёх казахских жузов | Не входит в состав трёх казахских жузов | Не входит в состав трёх казахских жузов | Не входит в состав трёх казахских жузов |
| Род (племя)                             | Подрод                                  | Тамга (родовой знак)                    | Уран (родовой клич)                     | Численность рода                        |
| --------------------------------------- | --------------------------------------- | --------------------------------------- | --------------------------------------- | --------------------------------------- |
| Шала-казах                              | 1. Ногай-тукум 2. Сарт-тукум            | (* ай жулдыз                            | Аллах                                   | ≈ 5 300 человек                         |

## ДНК
Представители рода Шала-казах имеют гаплогруппу C2, J2b, N1c, R1b и G1

## Известные представители
На нынешнем пересечении улиц Фурманова и Гоголя сохранилось здание, которое в начале XX века было одновременно мечетью и медресе. До 1998г. прошлого века, здание Алматинской Центральной мечети было построено неизвестным гражданином (из рода «Шала-казах») на собственные средства. Позже на этом месте было возведено здание мечети нового образца.